# En kvinna ser tillbaka
En kvinna ser tillbaka är en sång, skriven av Lennart Clerwall, och inspelad 1991 av Max Rogers. Den har också spelats in av Dannys 1997, som B-sida till singeln "Vildrosens dal".
Sången handlar om en gammal kvinna som sitter på äldreboendet och ser tillbaka på sitt liv.
Som Julen står för vår dörr, med text av Maritha Höglund, spelades den in 1995 av Göran Lindberg på julalbumet Sånger i jul.
2004 spelades den in av Matz Bladhs på albumet 20 gobitar 2005.

### Fotnoter
1. ↑  Michael Nystås (2 november 2004). ”Det här är Matz Bladhs bästa album på länge” (på svenska). Aftonbladet. https://www.aftonbladet.se/nojesbladet/a/l13Gg3/det-har-ar-matz-bladhs-basta-album-pa-lange. Läst 17 december 2019.
2. ↑  ”Dansband 11”. Svensk mediedatabas. 10 mars 1995. http://smdb.kb.se/catalog/id/001477714. Läst 29 december 2013.
3. ↑  ”Vildrosens dal”. Dannys. 10 mars 1997. Arkiverad från originalet den 29 december 2013. https://archive.is/20131229232322/http://www.dannys.se/docs_/media.asp?visa=skivor&type=singlar&id=16. Läst 29 december 2013.
4. ↑  ”Sånger i jul”. Svensk mediedatabas. 10 mars 1995. http://smdb.kb.se/catalog/id/001509326. Läst 29 december 2013.
5. ↑  ”20 gobitar 2005”. Svensk mediedatabas. 10 mars 1995. http://smdb.kb.se/catalog/id/001433764. Läst 29 december 2013.